# Fascia présacré
Le fascia présacré (ou aponévrose présacrée ou lame présacrée de Cordier et Chatain) est un feuillet conjonctif situé à l'avant du sacrum.

## Structure
Le fascia présacré tapisse la face antérieure du sacrum, entourant le nerfs sacrés et les vaisseaux sacraux moyens. Il se poursuit antérieurement sous la forme du fascia endopelvien recouvrant toute la cavité pelvienne.
Il forme la limite postérieure de l'espace rétro-rectal, sa limite antérieure étant le fascia recto-sacré (ou fascia rétro-rectal) qui est une lame fibreuse qui remonte du fascia pelvien sur la face postérieure du rectum.